# Karel (prénom)
Pour les articles homonymes, voir Karel.
Karel est un prénom masculin d'origine germanique et un patronyme. Très usité notamment en République tchèque, ce prénom reste rare en France, où il est alors employé de manière mixte. 

## Sens et origine du nom
Karel est un prénom masculin d'origine tchèque ou néerlandaise, du haut allemand Karal signifiant homme.
Correspondant à Charles en français, ce prénom tire ses origines au IXe siècle du francique Karol / Karl, nom du souverain le plus puissant de l'époque, Charlemagne.
La forme féminine de ce prénom est Karla, correspondant à Charley en anglais ou Caroline en français.
Employé également au féminin en France, Karel est alors parfois associé de manière abusive à Katell, prénom breton dérivé de Catherine, du grec Katharos signifiant pur. Cette étymologie est cependant erronée, Karel provenant du slave commun et se transcrivant en latin Carolus (latin classique) ou Karolus (usage de la chancellerie franque).

## Fêtes
- le 4 novembre (pour Charles).

## Prénom
- Karel Dujardin, peintre et graveur néerlandais (Provinces-unies) du Siècle d'or néerlandais.
- Karel Appel, peintre néerlandais du XXe siècle, l'un des fondateurs du mouvement avant-gardiste CoBrA en 1948.
- Karel Geraerts, footballeur belge.
- Karel Logist, poète belge contemporain.
- Karel Čapek, l'écrivain tchécoslovaque ayant inventé le terme robot.
- Karel Zlín, sculpteur tchèque.
- Karel Poborský, footballeur tchèque.

## Patronyme
- Rudolf Karel, compositeur tchèque.
- William Karel, cinéaste documentariste français.